# Piratenbarsche
Die Piratenbarsche (Aphredoderus) sind Süßwasserfische aus der Ordnung der Barschlachsartigen. Sie sind die einzige Gattung der Familie Aphredoderidae. Den Trivialnamen (engl. „pirate perch“) erhielten sie von Charles Conrad Abbott, als dieser beobachtete, dass in einem Aquarium gehaltene Piratenbarsche alle anderen Fische von geeigneter Größe fraßen.

## Verbreitung und Lebensraum
Die Süßwasserfische leben im Osten Nordamerikas, hauptsächlich in Niederungen südlich von Long Island. Außerdem auch in Teilen des Abflusssystems der Großen Seen und dem Mississippi-Tal.
Strömungsarmes, warmes und klares Wasser ist der Lebensraum der Piratenbarsche. Sie halten sich hier bevorzugt in dicht bewachsenen Bereichen, an Wurzeln und am Gewässergrund liegenden Holzansammlungen und an Prallhängen auf.

## Merkmale
Piratenbarsche haben einen gestreckten, nur leicht abgeflachten Körper. Beschuppt ist er mit Kammschuppen, die auch die Seiten des großen Kopfes bedecken. Der Unterkiefer springt etwas vor. Kiefer, Pflugscharbein, Gaumenbein und Flügelbeine sind mit feinen Zahnreihen besetzt.
Die dunkelolivgrüne bis braune Färbung wird von dunklen Flecken unterbrochen, die häufig in Längsbinden angeordnet sind. Die Unterseite ist gelbbraun. Alle Flossen sind undurchsichtig graugrün, wobei die Schwanzflosse zwei dunkle Querbänder auf ihrer Basis trägt. Während der Laichzeit nehmen die Männchen einen tiefschwarzen Farbton an.
Eine Maximalgröße von 13 Zentimetern wird hauptsächlich von den Weibchen erreicht, die Männchen bleiben in der Regel kleiner und sind weniger satt gefärbt.
Das augenfälligste Merkmal ist die Lage der Afters, befindet sich dieser bei Jungtieren noch unmittelbar vor der Afterflosse, verschiebt er sich mit zunehmendem Alter nach vorn bis unter die Kehle.
Anzahl der Flossenstrahlen:
- Dorsale III–IV/10–11
- Ventrale VII
- Anale II–III/6–7

Der dritte Hartstrahl der Afterflosse ist bei jungen Piratenbarschen noch als Weichstrahl ausgeprägt und wird während des Heranwachsens umgewandelt.

## Lebensweise
Die nachtaktiven Carnivore ernähren sich von Wasserinsekten und deren Larven, kleinen Krebstieren und gelegentlich kleinen Fischen. Während des Tages verbirgt er sich zwischen Wasserpflanzen oder im Wasser liegenden Gehölz. Außerhalb der Laichzeit leben Piratenbarsche einzelgängerisch und verhalten sich Artgenossen gegenüber aggressiv. Zur Paarungszeit im Mai drängen die Weibchen sich zusammen und deponieren ihren Laich zwischen parallel zur Strömung wachsendem Wurzelwerk. Die zur Paarung versammelten Männchen versuchen das Gelege zu befruchten und trachten gleichzeitig danach, mit aggressivem Verhalten die Befruchtung durch andere Männchen zu verhindern. Ein Weibchen kann, abhängig von seiner Größe, 100 bis 400 Eier produzieren.
Inwieweit durch die Eltern Brutpflege betrieben wird, ist umstritten, meist wird aber davon ausgegangen, dass sich die Elterntiere nach der Befruchtung nicht weiter um ihren Nachwuchs kümmern.
Die maximale Lebenserwartung der Piratenbarsche beträgt etwa vier Jahre.

## Systematik
Die erste Art der Priratenbarsche wurde 1824 durch Jacob Gilliams als Perca sayanus beschrieben. 1833 beschrieb der französischen Naturforscher Charles Alexandre Lesueur eine weitere Art (Aphredoderus gibbosus) und führte dabei auch die Gattung Aphredoderus ein. 1877 wurde eine dritte Art (Aphredoderus mesotrema) durch den amerikanischen Ichthyologen David Starr Jordan beschrieben. 1846 führte der italienische Zoologe Charles Lucien Jules Laurent Bonaparte die Familie Aphredoderidae ein. A. mesotrema wurde später mit Aphredoderus sayanus synonymisiert und A. gibbosus bekam den Status einer Unterart von Aphredoderus sayanus. Anfang 2024 wurde die Gattung Aphredoderus anhand morphologischer und genetischer Daten in fünf Arten aufgeteilt; A. mesotrema wurde revalidiert, A. gibbosus wurde wieder eine eigenständige Art und zwei weitere Arten (A. retrodorsalis und A. ornatus) wurden beschrieben.

## Arten
Es gibt fünf Arten:
- Aphredoderus gibbosus Lesueur, 1833
- Aphredoderus mesotrema Jordan, 1877
- Aphredoderus ornatus Muller & Simons, 2024
- Aphredoderus retrodorsalis Muller & Simons, 2024
- Aphredoderus sayanus (Gilliams, 1824)